# راي غاديس
راي غاديس (بالإنجليزية: Ray Gaddis)‏ هو لاعب كرة قدم أمريكي، ولد في 13 يناير 1990 في إنديانابوليس في الولايات المتحدة. لعب مع فيلادلفيا يونيون.

## وصلات خارجية
- راي غاديس على موقع الدوري الأمريكي (الإنجليزية)
- راي غاديس على موقع قاعدة بيانات كرة القدم.إي يو (الإنجليزية)
- راي غاديس على موقع Soccerway.com (الإنجليزية)
- راي غاديس على موقع عالم كرة القدم.نت (الإنجليزية)
- راي غاديس على موقع AS.com (الإسبانية)